# Juan Antonio Bernier
Juan Antonio Bernier (Córdoba, 1976) es un poeta español en lengua castellana.

## Biografía
Licenciado en Filología Hispánica por la Universidad de Córdoba, trabaja como lector de español en la Universidad de Sofía "San Clemente de Ojrid" Sofía (Bulgaria). Hasta 2011 ha sido codirector literario del festival internacional de poesía Cosmopoética. Su obra aparece en diversos recuentos y antologías de poesía reciente. 
Es el sobrino nieto del también poeta Juan Bernier.

## Obra poética
- La costa de los sueños, (El átomo, 1998).
- Luces dentro del bosque, (Cuadernos del vigía, 2000).
- Así procede el pájaro. Editorial Pre-Textos. 2004.
- Árboles con tronco pintado de blanco. Editorial Pre-Textos. 2011.
- Letra y nube, (Editorial Pre-Textos, 2017).
- Breves erizos verdes, (Editorial Cántico, 2020).
- Fruto previo, (Editorial Pre-Textos, 2021).

## Galardones
Premio ojo crítico de poesía de RNE en 2005, por su obra Así procede el pájaro, Editorial Pre-Textos, 2004. 
Premio Nacional de Fomento de la Lectura en 2009.

## Artículos, colecciones de artículos e investigación
- La dama en los Romances históricos de Rivas: función de un tópico. En colaboración con Francisco Onieva Ramírez. Los románticos y Andalucía / coord. por Diego Martínez Torrón, 1997, pags. 119-148.
- Bécquer y Cernuda. Estudios de literatura romántica española / coord. por Diego Martínez Torrón, 2000, pags. 139-152.
- El diario inédito de Juan Bernier. Autobiografía en España, un balance : actas del congreso internacional celebrado en la Facultad de Filosofía y Letras de Córdoba del 25 al 27 de octubre de 2001, 2004, pags. 289-296.
- Diario (1918-1947). Editorial Pre-Textos. 2011.
- Dejar atrás el agua. Nueve nuevos poetas cubanos, en colaboración con Fruela Fernández, Córdoba, 2011

## Traducciones
- Música urbana, de Eleanor Feinstein, junto a a Carlos Clementson, Jordi Doce, Eduardo García, Julián Jiménez Heffernan y Marisa Pascual. (Hiperión, 2003).
- Las alas del heraldo, de Borís Jrístov, en colaboración con Liliana Tabákova. (Málaga, 2011).